# Gymnema rotundatum
Gymnema rotundatum là một loài thực vật có hoa trong họ La bố ma. Loài này được Thwaites mô tả khoa học đầu tiên năm 1860.